# Serie 315 de Renfe
La Serie 315 de Renfe, denominada antiguamente como Serie 1500 de FEVE, es una serie de locomotoras diésel utilizadas en España, numerada así por FEVE procedentes del ferrocarril de La Robla que absorbió en 1972, y otras adquiridas al ferrocarril del Tajuña. Tras trabajar algunas de ellas durante más de cincuenta años en España, fueron vendidas a Argentina, Chile y Madagascar, donde siguen faenando como prueba de su solidez.

## Historia

### LasGECos

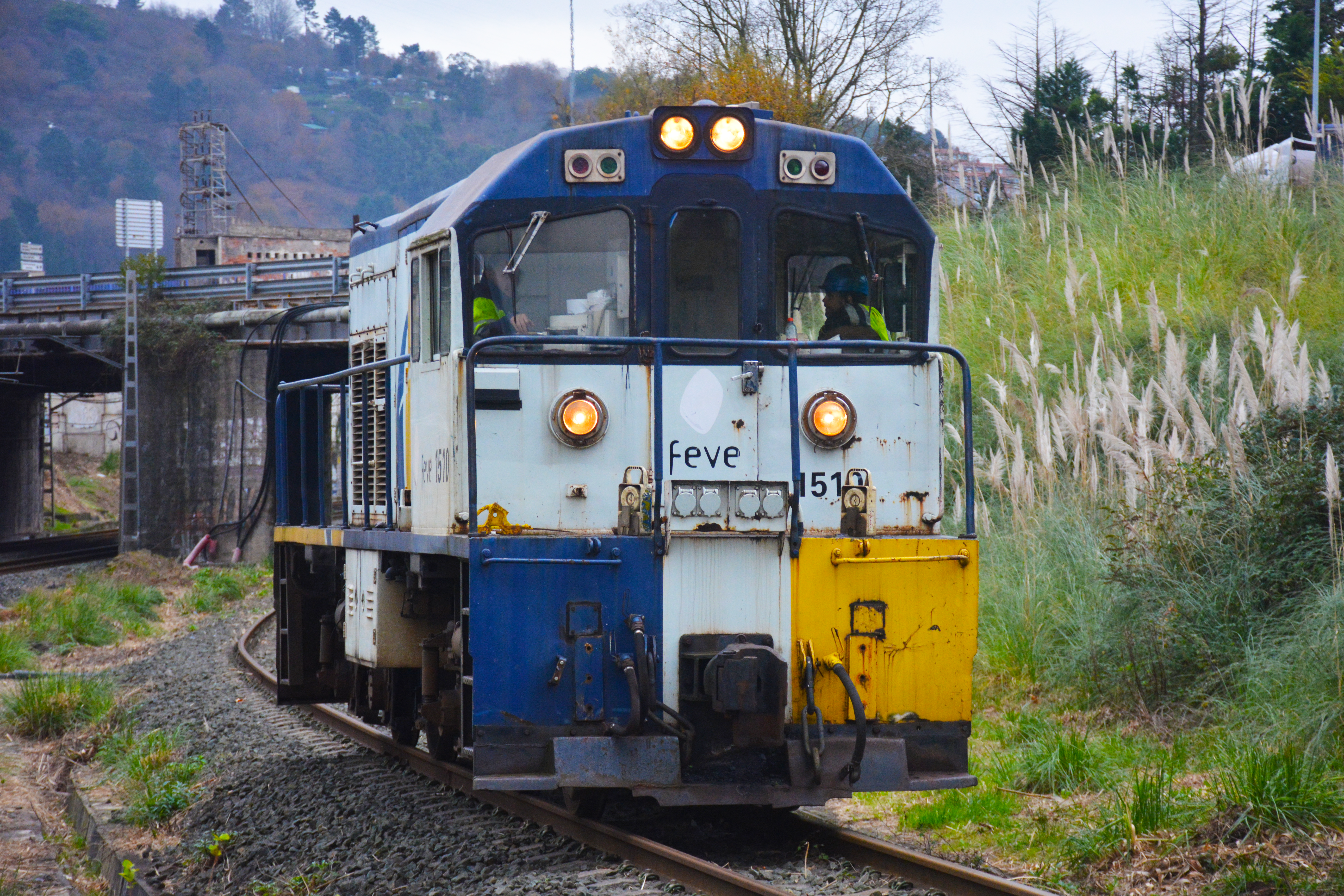
GECo 1510 circulando aislada por el antiguo ramal Matiko-Azbarren hacia las instalaciones de ArcelorMittal en Echévarri

Las GECo, como se conoce habitualmente a estas locomotoras (de su acrónimo General Electric Company, su fabricante) fueron adquiridas como parte de un plan de modernización según el cual Ferrocarriles de La Robla preveía suprimir definitivamente la tracción vapor, ya que las locomotoras diésel recibidas hasta ese momento (1000 Alsthom y 1150 Creusot) eran insuficientes tanto en número como en potencia para cubrir el tráfico. En octubre de 1964 se contrató su compra con la empresa General Electric Company de Erie, Pensilvania, por un coste de 1.325.660,34 $. Estas locomotoras pertenecen al modelo unificado U10B de esta empresa en su versión de vía métrica. Este modelo ya circulaba por líneas de diversos países del mundo con unos resultados excelentes.
Las seis primeras locomotoras son embarcadas ya en diciembre de 1964, y las cuatro restantes en marzo de 1965. Desde su llegada formaron la espina dorsal del hullero, acabando con la tracción vapor en su línea principal, quedando ésta reducida a pequeños ramales mineros. Desde el primer momento se hicieron con el aprecio de los ferroviarios, dada su comodidad, fiabilidad y estabilidad, y también de los aficionados, a causa de su gran espectacularidad en la marcha. Son conocidas por los ferroviarios como Amarillas o Americanas, apelando el primer apodo a su decoración durante sus primeros años y el segundo a su origen.
Cuando la empresa pasa a manos de FEVE, en 1972, todo su parque motor, entre este las 1500, pasa también a la empresa estatal, cambiando su numeración primaria 501-510 a 1501-1510, siguiendo el orden original. Al contrario que otras locomotoras, como las Alsthom, las Creusot o los Tractores, las Americanas conservaron su decoración original aún formando parte del parque de FEVE.
En 1987 sufren su primera reforma desde su llegada a España, en la que se les sustituye el motor original Caterpillar 398B de 1050 hp por otro Caterpillar, este un 3512 de la serie 65z, también V12, pero que rendía una potencia de 1300 hp. Por este tiempo algunas de las locomotoras pierden por primera vez su decoración original de Robla por la habitual por entonces en las locomotoras de FEVE, con fondo blanco y franjas granates y naranjas horizontales.

### LasTajuñas

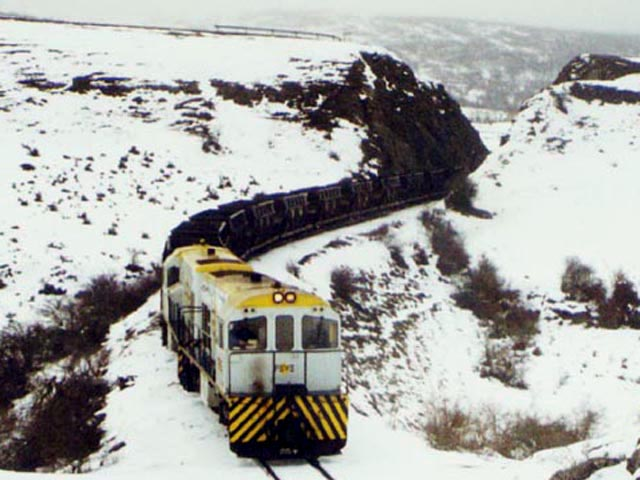
Dos locomotoras 1500 con un convoy de carbón saliendo de una trinchera del Ferrocarril de La Robla, junto a Mataporquera, en 1998.

Son construidas en 1974 para el Ferrocarril del Tajuña, también de vía métrica, en el que se pretendía modernizar la tracción, compuesta hasta entonces por locomotoras de vapor y Alsthom serie 1000. Allí son numeradas en la serie 1401 a 1405. La serie se compone de cinco unidades, pertenecientes al modelo U-11B de General Electric, pero construidas bajo licencia en la factoría de Babcock & Wilcox de Sestao, que montaban un motor francés construido por Pielstick, a diferencia del Caterpillar de las GECo de La Robla. Este motor entregaba una potencia de 1200 hp, más que las Americanas, pero con una fiabilidad muy inferior a la del Caterpillar americano. En el Tajuña se encargan de los más pesados trenes de mercancías, hasta el cierre de la línea. 
Al quedar sin servicio en el Tajuña, las cinco locomotoras son adquiridas por FEVE en el año 2000 y trasladadas a Valmaseda para realizar las reformas necesarias para circular por las líneas de la zona norte de FEVE. En el taller de Balmaseda son remotorizadas con un Caterpillar 3512 idéntico al instalado en las Americanas originales, además de ser recortadas por los costados para adaptarse al gálibo de Robla. Se les cambia entonces la numeración 1401-1405, que coincidía con las Henschel de FEVE, por una continuación de la 1500, 1511 a 1515. Según iban siendo reformadas pasaban a realizar servicios compartiendo el tráfico con las GECo´s y en muchas ocasiones formando composiciones múltiples dada la compatibilidad entre estas máquinas. Hasta 2004 las Tajuñas mantuvieron su base en Valmaseda, pasando entonces a formar parte de diversos depósitos entre los que han ido rotando, como Cistierna, Santander y El Berrón.